# Miranda y Tobar
Miranda y Tobar es un dúo de músicos, compositores y productores musicales, compuesto por los Chilenos José Miguel Miranda y José Miguel Tobar.
Juntos han creado bandas sonoras para películas como Nostalgia de la Luz, Machuca, El Botón de Nácar, Mi Mejor Enemigo y Violeta se fue a los cielos, obteniendo numerosos reconocimientos tanto en el ámbito nacional como en el extranjero.

## Biografía
José Miguel Tobar es Licenciado en Composición Musical en la Universidad de Chile, empezando a trabajar para televisión en 1982. En sus primeros trabajos, para Canal 13 conoce a José Miguel Miranda, quien toca piano y teclado.
En los años '90 comienzan sus carreras como compositores para documentales, obras de teatro, publicidad, cine y series de televisión, comenzando a perfilarse como uno de los estudios más importantes de música para la industria televisiva.
Entre sus referentes citan nombres como Ennio Morricone, el trabajo minimalista de Michael Nyman para las cintas de Peter Greenaway, y la melancolía musical de Angelo Badalamenti, en sus bandas sonoras para el cineasta David Lynch.

## Cine
- El Tren Del Desierto (1996)
- Historias de Fútbol (1997)
- Machuca (2004)
- Mala leche (2004)
- Mi mejor enemigo (2005)
- La buena vida (2008)
- El Regalo (2008)
- Mi vida Con Carlos (2008)
- Nostalgia De La Luz (2010)
- Violeta Se Fue A Los Cielos (2011)
- Caleuche (2012)
- El Circuito de Román (2012)
- Hijo de Trauco (2014)
- La Once (2014)
- El Botón de Nácar (2015)
- Mala junta (2016)
- Mis hermanos sueñan despiertos (2021)
- La memoria infinita (2023)
- El lugar de la otra (2024)

## Música para televisión[3]
- La Madrastra (1981) (Canal 13)
- Bajo La Cruz del Sur (1992) (Megavisión)
- Al Sur del Mundo (1994 al 2001) (Canal 13)
- La Fiera (1999) (TVN)
- Inmigrantes (2002) (TVN)
- Verde Que Te Quiero Verde (2004) (Canal 13)
- Apasionados (2004) (Canal 13)
- Tikitiklip (2005) (TVN)
- Santiago No Es Chile (2006) (Canal 13)
- Héroes (2007) (Canal 13)
- Voy y Vuelvo (2009) (Canal 13)
- La Familia De Al Lado (2010) (TVN)
- Infiltrados (2011) (Univisión)
- El Laberinto de Alicia (2011) (TVN)
- La Doña (2011) (Chilevisión)
- Ecos del Desierto (2013) (Chilevisión)
- Pulseras rojas (2014) (TVN)

## Premios y nominaciones
| Premio                                         | Año  | Categoría              | Película             | Resultado |
| ---------------------------------------------- | ---- | ---------------------- | -------------------- | --------- |
| Festival de Cine Iberoamericano de Huelva      | 1994 | Mejor Música para Cine | Amnesia              | Ganador   |
| Festival de Cine de Nantes                     | 1997 | Mejor Música para Cine | Historias de Fútbol  | Ganador   |
| Premio Georges Delerue                         | 2004 | Mejor Música para Cine | Machuca              | Ganador   |
| Premio Pedro Sienna                            | 2009 | Mejor Música Original  | La buena Vida        | Ganador   |
| Premio Pedro Sienna                            | 2011 | Mejor Música Original  | Nostalgia de la luz  | Nominado  |
| Premio Pedro Sienna                            | 2013 | Mejor Música Original  | El circuito de Román | Nominado  |
| Festival Internacional de Cine de Viña del Mar | 2014 | Mejor Música Nacional  | Hijo de Trauco       | Ganador   |
| Premio Pedro Sienna                            | 2016 | Mejor Música Original  | El botón de nácar    | Nominado  |
| Premio Pedro Sienna                            | 2018 | Mejor Música Original  | Mala junta           | Ganador   |